# Silvanópolis
Silvanópolis là một đô thị thuộc bang Tocantins, Brasil. Đô thị này có diện tích 1258,824 km², dân số năm 2007 là 5098 người, mật độ 4,05 người/km².